# Coupe des Pays-Bas de football 1935-1936
Navigation
Édition précédente Édition suivante
La Coupe des Pays-Bas de football 1935-1936, nommée la KNVB beker, est la 31e édition de la Coupe des Pays-Bas.

## Finale
La finale se joue le 21 juin 1936 au stade du VVV à Vught. Le RFC Roermond bat le KFC (Kooger Football Club) 4 à 2 et remporte son premier titre.